# Robert Marcellus Stewart
Robert Marcellus Stewart (Truxton, 12 marzo 1815 – Saint Joseph, 21 settembre 1871) è stato un politico statunitense.
Fu il 14º governatore del Missouri dal 1857 al 1861, durante gli anni critici appena prima della guerra civile americana.

## Vita privata
Stewart è nato a Truxton, New York, ma si è trasferito nel Kentucky con i suoi genitori quando era un ragazzo. Nel 1838, Stewart si trasferì nella contea di Buchanan, nel Missouri. Ha fatto fortuna come speculatore di terra nell'area di acquisto di Platte nel Missouri, poi si è stabilito a Saint Joseph, nel Missouri e ha aperto una pratica legale.
Stewart fu delegato alla convenzione costituzionale statale nel 1845 e fu membro del senato dello stato per dieci anni. Nel 1856 Trusten Polk fu eletto governatore; e poi il senatore degli Stati Uniti all'inizio del 1857. Polk optò per il Senato, e Stewart quindi corse per il governatorato. Ha vinto le elezioni di agosto ed è stato installato come governatore nell'ottobre 1857.

## Anni dopo
Il governatore Stewart ha sostenuto la fondazione della Hannibal & St. Joseph Railroad nel nord del Missouri, che ha portato alla creazione del Pony Express e alla nascita di Kansas City, Missouri come regione metropolitana. 
Dovette anche affrontare le scaramucce di confine del Bloody Kansas di quel tempo.
Quando Stewart lasciò l'incarico nel gennaio 1861, esortò il Missouri ad adottare una neutralità armata nell'imminente guerra civile e a non fornire uomini o armi a nessuna delle due parti, sebbene la sua preferenza fosse quella di preservare l'Unione. 
Nel suo ultimo messaggio da governatore, ha detto:
Allo stato attuale delle cose, il Missouri sarà al suo fianco e si attaccherà all'Unione fintanto che vale la pena di preservarlo ... Nel frattempo il Missouri si manterrà pronto, in qualsiasi momento, a difendere il suo territorio dall'inquinamento e le sue proprietà dal saccheggio da parte di fanatici e predoni, provengono da quale parte possono ... Lei è in grado di prendersi cura di se stessa e non sarà né forzata né lusingata, spinta o persuasa, in un corso d'azione che deve finire nella sua stessa distruzione.